# 伍廷芳

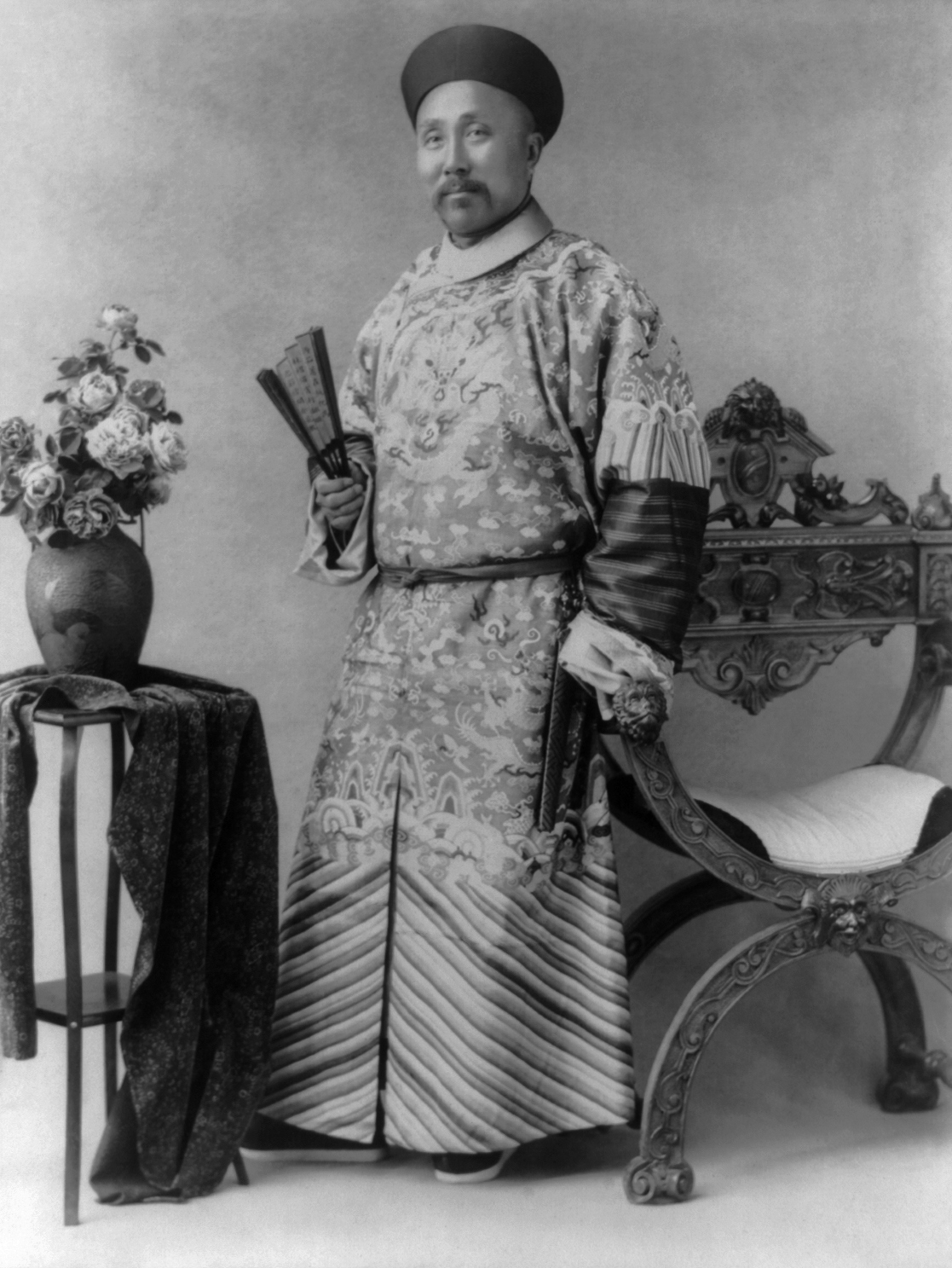
伍廷芳別影

伍 廷芳（ご ていほう）は、清末民初の政治家・外交官。字は文爵、号は秩庸。本貫は広東省広州府新会県。子は伍朝枢。娘は伍麗芳（鄭孝胥の次男の鄭禹の妻）。

## 生涯

### 香港時代
シンガポールで生まれる。3歳の時に父に従って広東省広州府番禺県芳村に移住。太平天国の乱が勃発した後の1856年、香港のセントポール書院（聖保羅書院）に入学した。在学中には黄勝と共同で『中外新報』紙を発刊している。卒業後は高等法院や地方法院で通訳の職に就いた。1874年、私費でイギリスに留学して法律を学び、1876年に弁護士の資格を取った。香港に帰還後に開業し、1880年には華人として初めて立法局の非官守議員（官僚ではない非民選議員）に選ばれた。しかし後に投資の失敗で辞任を余儀なくされている。

### 清末の政治改革
1882年、伍廷芳は直隷総督兼北洋大臣の李鴻章の要請を受けて、その幕僚となった。天津条約や下関条約の締結に関わり、中国鉄路公司総裁などの職に就いている。1896年からアメリカ合衆国・ペルー・スペインに公使として派遣された。1902年に帰国後、沈家本とともに修訂法律大臣に任命され、1906年までの間に、商法を立案し、凌遅刑などの酷刑の廃止を主張し、陪審員制度を採用した訴訟法を建議した。

### 外交官として
その後伍廷芳は再びアメリカ・メキシコ・キューバ・ペルー公使に任命された。当時アメリカでは1905年に中国移民排斥法が議会を通過しており、メキシコもそれに追随する動きを見せたため、伍廷芳は問題解決のため両国を奔走し、中国の歴史と文化について広く講演活動を行った。そしてアメリカ在任中に革命運動の高まりを目の当たりにしている。1910年に帰国後は上海に寓居した。

### 民国時代
1911年に辛亥革命がおこると伍廷芳は革命を支持し、12月の南北和議では南方軍政府の代表となっている。1912年に中華民国が成立すると、南京臨時政府の司法総長となり、海外での経験に基づいて司法権の独立を強く主張した。しかし4月に袁世凱が権力を握ると、辞職して上海に寓居した。1916年に袁世凱が死去して黎元洪が大総統になると、伍廷芳は段祺瑞内閣の外交部長となった。1917年の府院の争いで段祺瑞が黎元洪に解任されると伍廷芳が総理代理となった。しかし張勲が黎元洪に国会の解散を迫ると、伍廷芳は解散の署名を拒否して辞職した。その後孫文の招きに応じて広州の護法軍政府（広東軍政府）の外交部長となった。1921年に孫文が非常大総統となると、伍廷芳は外交部長・財政部長・広東省長を兼任した。

## 著作
- 『伍廷芳集』
- 『中華民国図治議』
- 『美国視察記』
- 『伍秩庸公牘』